# NGC 6765
NGC 6765 é uma nebulosa planetária na direção da constelação de Lyra. O objeto foi descoberto pelo astrônomo Albert Marth em 1864, usando um telescópio refletor com abertura de 48 polegadas. Devido a sua moderada magnitude aparente (+12,9), é visível apenas com telescópios amadores ou com equipamentos superiores. 